# Aidia beccariana
Aidia beccariana là một loài thực vật có hoa trong họ Thiến thảo. Loài này được (Baill.) Ridsdale mô tả khoa học đầu tiên năm 1996.